# Gulkindad trogon
Gulkindad trogon (Apaloderma aequatoriale) är en fågel i familjen trogoner inom ordningen trogonfåglar.

## Utbredning och systematik
Fågeln förekommer i regnskogar i låglandet i Kamerun, Gabon och nordöstra Demokratiska republiken Kongo. Den behandlas som monotypisk, det vill säga att den inte delas in i några underarter.

## Status
IUCN kategoriserar arten som livskraftig.